# 제도 (설계)

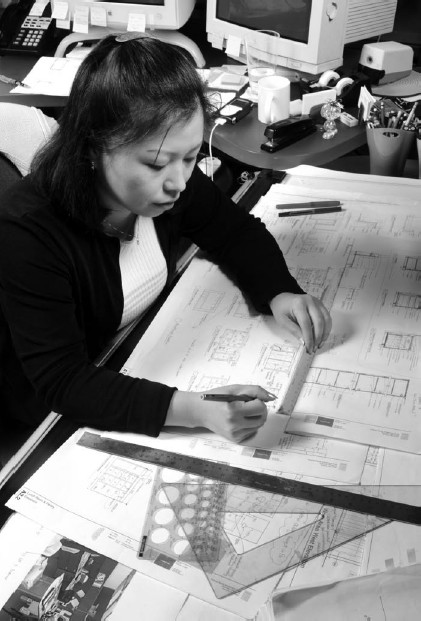
제도

제도(製圖) 또는 테크니컬 드로잉(영어: technical drawing)은 설계자의 요구 사항을 제작자에게 전달하기 위하여 선, 문자, 기호 등을 사용하여 생산품의 형상, 구조, 크기, 재료, 가공법 등을 제도 규격에 맞추어 정확하고 간단 명료하게 도면을 작성하는 과정이다.
제도는 산업과 공학 분야에서 아이디어를 전달하기 위해 사용된다. 제도를 통해 만들어진 도면을 더 쉽게 이해하기 위해 익숙한 기호, 시점, 측정 단위, 표기법, 시각적 스타일, 페이지 레이아웃 등의 시각적 언어를 사용한다. 기술 도면의 많은 기호와 원칙은 ISO 128이라는 국제 표준으로 성문화되어 있다.
준비과정에서 적확한 의사소통이 필요하다는 점에서 제도는 시각 예술 분과에서 그려지는 그림들과 궤를 달리한다. 예술적인 그림은 주관적으로 해석되기 때문에 기본적으로 여러 해석이 가능하지만, 제도는 오직 하나의 의도만이 정확히 전달되며 또한 그렇게 전달되는 것을 목적으로 한다.
제도를 그리는 사람을 제도공(製圖工; drafter)이라 한다.

## 같이 보기
- 국제 표준화 기구
- 작도
- 설계도
- 컴퓨터 지원 설계(CAD)